# الكاميرا تأكل أولا

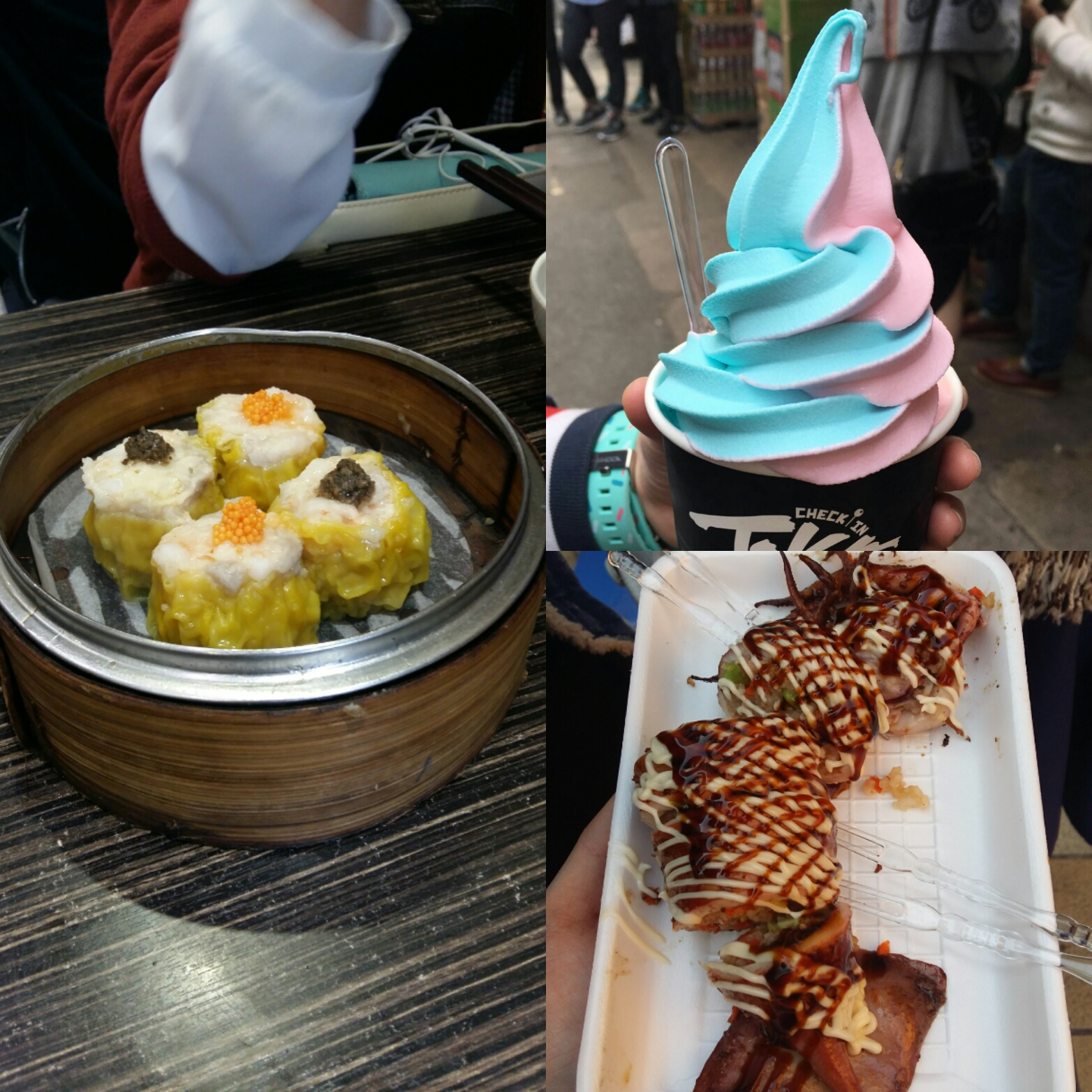

الكاميرا تأكل أولا هي ظاهرة عالمية أو سلوك الأشخاص الذين يلتقطون صورا لوجباتهم بالكاميرات الرقمية أو الهواتف الذكية قبل أن يبدأوا في الأكل، وغالبا ما يتبع ذلك تحميل تلك الصور على مواقع التواصل الأجتماعي .
هذا المصطلح يشير إلى أن الأشخاص يطعمون كاميراتهم أولا عن طريق تصوير طعامهم قبل إطعام أنفسهم .
هذا المصطلح نشأ عن مصورين الطعام المحترفين في حين أن سلوك الكاميرا تأكل أولا هو بوجه عام للأستخدام الشخصي مثل حفظ يوميات الطعام الفوتوغرافية  بدلا من الأغراض التجارية .
إنه أيضا يشير إلى تصوير الطعام عبر الإنترنت، والطعام الجذاب في الصور photogenic food.